# Rafa Mújica
Rafael Sebastián "Rafa" Mújica García (ur. 29 października 1998 w Las Palmas de Gran Canaria) – hiszpański piłkarz występujący na pozycji napastnika w katarskim klubie Al-Sadd.

## Kariera klubowa
Urodzony w Las Palmas, Mújica dołączył do młodzieżówek Barcelony 19 maja 2015 roku przechodząc z UD Las Palmas. 26 marca 2016 roku, w wieku 17 lat, zaliczył seniorski debiut w Barcelonie B zmieniając Juana Cámarę w wygranym 2:0 spotkaniu przeciwko Llosetense rozgrywanym w ramach Segunda División B.
Swoją pierwszą seniorską bramkę Mújica strzelił 9 kwietnia 2016 roku w przegranym 1:3 spotkaniu przeciwko CE Sabadell. W lutym następnego roku doznał kontuzji, która wykluczyła go z gry na dziewięć miesięcy.
Mújica swój profesjonalny debiut zaliczył 6 stycznia 2018 roku, zmieniając Vitinho w zremisowanym 1:1 meczu przeciwko Realowi Zaragoza. 31 stycznia tego samego roku został wypożyczony na pół roku do Cornelli. W 2024 przeszedł do występującego w lidze katarskiej Al- Sadd.

## Sukcesy

### Barcelona
- Liga Młodzieżowa UEFA: 2017/18